# Le Tour Entier
Le Tour Entier — группа активистов, которая улучшает женские шоссейные гонки, и призвала к созданию женского Тур де Франс. Группа была основана велогонщицами многократной чемпионкой мира и олимпийских игр нидерландкой Марианной Вос, серебряным призёром олимпийских игр британкой Эммой Пули, профессиональной велогонщицей из Сент-Китс и Невиса Кэтрин Бертине и триатлеткой многократной чемпионкой мира Ironman британкой Крисси Веллингтон в 2013 году.

## История
В 2009 году профессиональная велогонщица Кэтрин Бертине была разочарована, почему не было официального «Женского Тур де Франс». Она написала организаторам гонки — Amaury Sport Organisation (ASO) - с бизнес-планом о том, как может быть создана такая гонка. Ответ не был получен. Впоследствии Бертине стала активисткой женского велоспорта и сформировала группу активистов под названием Le Tour Entier (в переводе с фр. — «Весь тур») с другими велогонщицами Марианной Вос и Эммой Пули и триатлеткой Крисси Веллингтон.
Они запустили петицию, призывающую к проведению женского Тур де Франс компанией ASO, организаторами мужского Тур де Франс. В заголовке петиции говорилось: «Через столетие, наконец, настало время позволить женщинам также ездить на Тур де Франс». Группа получила существенное освещение в СМИ с полученными более чем 100000 подписей. В октябре 2013 года группа встретилась с ASO, чтобы обсудить, как можно включить женскую гонку в Тур.
В сентябре 2013 года группа опубликовала манифест, в котором были изложены предлагаемые улучшения и инициативы по улучшению женского велосипедного спорта. Он был направлен руководящему органу велоспорта — Union Cycliste Internationale (UCI), а также организаторам гонок. Манифест призывал к:
- Создание Женского Тур де Франс, который будет проходить вместе с мужской гонкой
- Создание Женского мирового тура UCI и других континентальных туров и чемпионатов
- Мужские гонки Мирового тура UCI также должны иметь женскую аналогичную гонку
- Пересмотр ограничений на длину дистанции гонок и их этапов
- Отмена правил среднего возраста для UCI Women’s Team
- Поощрение мужских команд категории UCI WorldTeam создавать женские команды
- Более широкое и улучшенное освещение женского велоспорта в СМИ
- Увеличение коммерческих инвестиций в женский велоспорт

## Наследие
В июле 2014 года на Елисейских полях в Париже прошла первая гонка Ла Курс бай Тур де Франс перед заключительным этапом Тур де Франс 2014 года. Ла Курс, организованный ASO, был встречен профессиональным пелотоном, СМИ и активистами кампании, а Le Tour Entier получил высокую оценку за то, что он был «катализатором», стоящим за толчком к созданию гонке. Саму гонку выиграла член-учредитель Марианна Вос. Однако в последующие годы Ла Курс не расширилась за пределы однодневной гонки, и Бертине продолжала выражать разочарование тем, что она не превратилась в многодневную гонку.
После переговоров между UCI, командами и организаторами гонок в 2016 году был запущен Женский мировой тур UCI — со значительным увеличением количества гоночных дней, освещения в СМИ и минимального призового фонда. Мировой тур в отличие от предшествоващего ему Женского мирового шоссейного кубка UCI включал в себя помимо однодневных гонок также и многодневные гонки. Несколько мужских гонок Мирового тура UCI стали проводить женские гонки в один и тот же день или выходные, например, Льеж — Бастонь — Льеж Фамм (с 2017 года) и Париж — Рубе Фамм (с 2021 года).
Некоторые мужские команды категории UCI WorldTeam создали женские команды, в том числе Movistar Team Women (с 2017 года), Trek-Segafredo Women (с 2018 года) и Jumbo-Visma Women (с 2020 года). Также было удалено правило среднего возраста для команд. В 2020 году была введена минимальная заработная плата для гонщиц, при этом некоторые гонщицы заявили, что их доход удвоился или даже утроился. UCI поставил перед собой цель установить к 2023 году равные минимальные зарплаты для мужчин и женщин.
В 2021 году ASO объявила, что Тур де Франс Фамм, женская версия тур де Франс, будут проходить в течение 8 дней в июле 2022 года. Это объявление было встречено с похвалой в СМИ, пелотоном и участниками кампании. Бертине предупредила, что женская гонка будет значительно короче мужской гонки, с меньшим призовым фондом и меньшим освещением по телевидению.
Активизм в профессиональном пелотоне продолжается, а Cyclists Alliance (профсоюз, представляющий женский пелотон), настаивает на большем освещении в прямом эфире, больших призовых и более длинных гонках.